# Dalechampia gentryi
Dalechampia gentryi är en törelväxtart som beskrevs av Armbr.. Dalechampia gentryi ingår i släktet Dalechampia och familjen törelväxter. Inga underarter finns listade i Catalogue of Life.